# Сабіна Пецль
Сабіна Пецль (нім. Sabine Petzl; нар. 9 серпня 1965) — австрійська акторка театру, кіно та телебачення, телеведуча та модель.

## Життєпис
Сабіна Пецль народилася 9 серпня 1965 року у Відні, зростала у  Перхтольдсдорфі. Закінчила Віденську музичну гімназію (нім. BORG für Studierende der Musik).

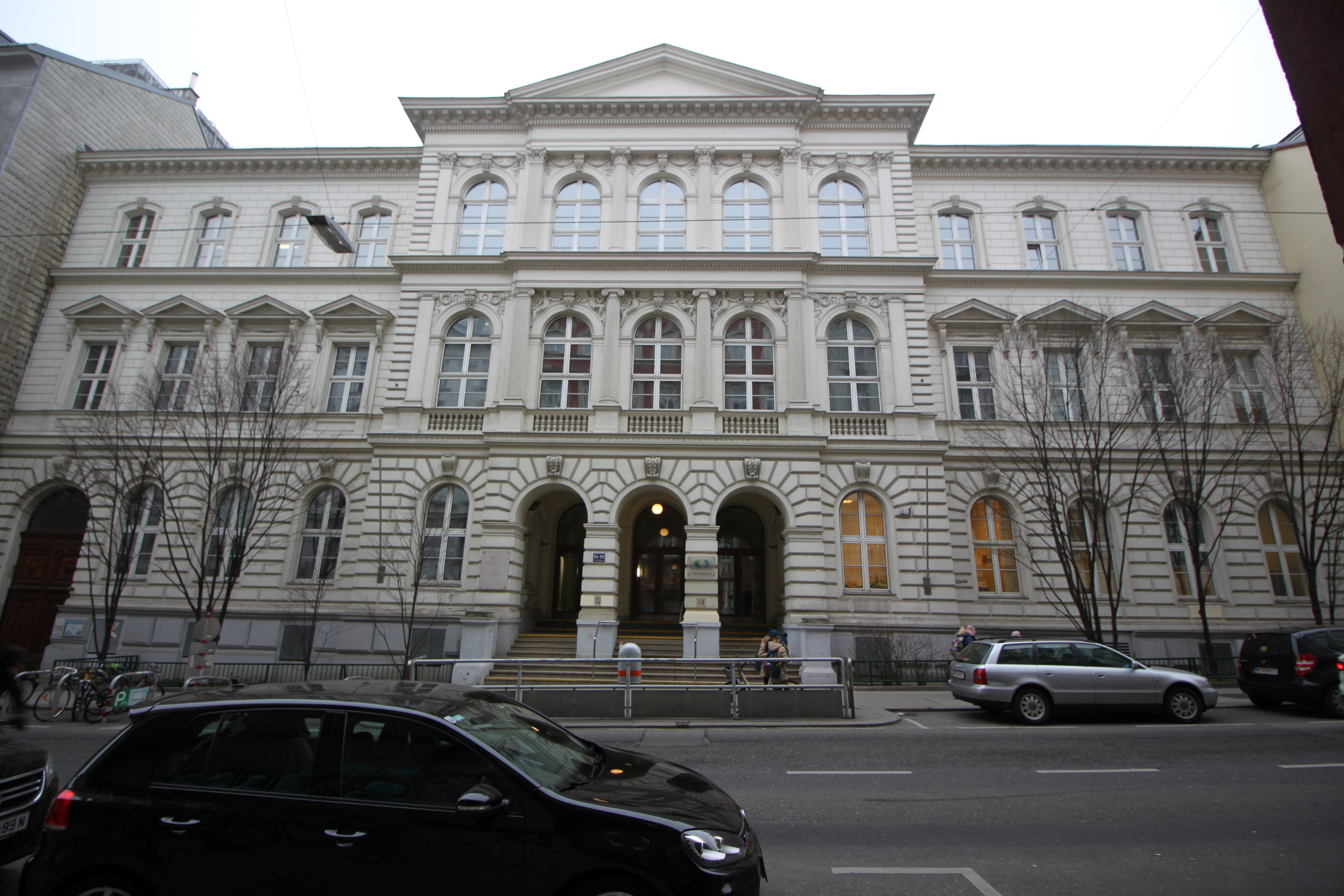
Музична гімназія у Відні - Alma mater Сабіни Пецль

Навчалася у Віденському університеті музики й виконавського мистецтва, де вивчала гру на флейті. Також Пецль вдосконалювала акторську майстерність в Лос-Анджелесі (США) (Hollywood Acting Workshop) (1983). Розпочала свій творчий шлях з телеканалу ORF, де з грудня 1991 року почала працювати диктором та телеведучою. Пецль була акторкою у театрі (Берндорф) під керівництвом Фелікса Дворака. У 1994 році дебютувала на телебаченні (роль Елізабет Бьом у серіалі «Комісар Рекс»). 

Роль Елізабет Бьом у серії «Убивче літо» (серіал «Комісар Рекс») стала акторським дебютом Сабіни Пецль

Пецль також грала у інших популярних австрійських телесеріалах. 

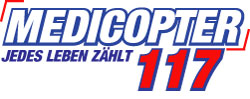
У серіалі Medicopter 117 Пецль зіграла роль пілота Біггі Шверін

У 2015 році акторка з'явилася на обкладинці німецького видання журналу «Плейбой». У 2016 році брала участь у проєкті телеканалу ORF «Танці з зірками», посівши четверте місце у дуеті з Томасом Крамлем. 
Сабіна Пецль також є однією з ключових фігур у проєкті kibuki, який займається постановкою театралізованих вистав в ігровій формі та розрахований переважно на дитячу аудиторію.

## Вибіркова фільмографія
- Пов'язані насмерть (1998)

## Телебачення
- Комісар Рекс (1994-2003)
- Сіска (1998-2005)
- Medicopter 117 (1998-2007)
- Берегова охорона (2007-2016)

## Театр
- Театральний фестиваль у Берндорфі (1993/1994)
- Театр Драхенгассе (1998)
- Театр у Йозефштадті (2002)
- Літній фестиваль у Мьодлінгу (2003)

## Нагороди та номінації

### Нагороди
- Нагорода Romy кращій телеведучій (1994)

### Номінації
- Нагорода Les Gérard de la télévision за найгірший німецький серіал (Medicopter 117) разом з іншими головними героями (Манфредом Штюкльшвайгером та Вольфгангом Креве) (2006)